# Wonder Full
La Wonder Full es un espectáculo nocturno multimedia ubicado en Marina Bay Sands, Marina Bay, Singapur. El espectáculo ha sido diseñado por la empresa multimedia con sede en Australia Laservision (que también diseño  los Espíritus de Sentosa).
El espectáculo incorpora algunos de la más avanzada tecnología de Laservision jamás creada. Un ejemplo de ello es el Rayo Stella. Incluye tres pantallas de agua que abarcan casi 2.000 metros cuadrados
- 15 láseres de alta potencia
- 30 reflectores de alta potencia
- 9 proyectores de vídeo de alta definición
- Medio millón de vatios de luz
- 250.000 LEDs
- Sistema de sonido envolvente 7.1
- Música compuesta por algunos de los compositores más famosos de Singapur